# Acrostichum villosum
Acrostichum villosum là một loài dương xỉ trong họ Pteridaceae. Loài này được Sw. mô tả khoa học đầu tiên năm 1788.